# デヴィッド・ラフィン
デヴィッド・ラフィン (David Ruffin、 1941年1月18日-1991年6月1日) は、アメリカ合衆国ミシシッピー州出身のソウル歌手である。

## 来歴
テンプテーションズの初代リード・ヴォーカリストであり、「マイガール」は1964年11月に録音され、1か月後にリリースされた。それは1965年にグループの最初のナンバーワンシングルになった。「マイガール」はその後テンプテーションズのエバー・グリーンな有名曲になり、モータウンはリードシンガーとフロントマンの役割にラフィンを昇格させた。
「MyGirl」のフォローアップも大成功を収めたシングルで、ラフィン主導のヒット曲では「It's Growing」（1965）、「My Baby」（1965）、「 Ai n't Too Proud to Beg "（1966）、" Beauty Is Only Skin Deep "（1966）、"（I Know）I'm Losing You "（1966）、「シンス・アイ・ロスト・マイ・ベイビー」「雨に願いを」などのヴォーカルを担当した。76年には「ウォーク・アウェイ・フロム・ラブ」でカムバックしている。デヴィッド・ラフィンは、1991年にドラッグのオーバードーズで死去している。享年50歳。